# Tommaso Stigliani
Tommaso Stigliani (Matera, 1573 - Roma, 1651), fue un poeta y escritor italiano.

## Biografía
Nacido en Matera, en Basilicata, se trasladó a Nápoles en su juventud donde conoció al poeta Giambattista Marino. Después de una breve estancia en Turín en la corte de Carlos Manuel I de Saboya, en 1603 se convirtió en secretario de Ranuccio I Farnesio duque de Parma y Plasencia.  
Su primer trabajo fue un poema pastoral llamado Polifemo, publicado en 1600. En 1605 publicó Il canzoniere, incluido en el Índice de libros prohibidos por la Iglesia católica debido a algunos versos de contenido obsceno. Stigliani culpó a Arrigo Caterino Davila, un funcionario de la República de Venecia por haberlo delatado ante la Inquisición y, como era costumbre en la época, lo retó a duelo pero falló y fue herido. 
El poeta se refugió en Nápoles pero podía regresar a Parma, gracias a la intercesión del cardenal Cinzio Aldobrandini, el protector de Torquato Tasso. Nombrado miembro de la "Accademia degli Innominati", publicó los veinte primeros cantos del poema Il mondo nuovo, sobre las empresas de Cristóbal Colón, pero las alusiones a Giambattista Marino contenidas en la obra despertaron controversias.
Por este incidente fue obligado a abandonar Parma y se estableció en Roma, donde se ocupó de la edición del El ensayador de Galileo Galilei y escribió otras obras literarias. Su último trabajo L'Arte del verso italiano (1658) fue publicado después de su muerte.

## Obras principales
- Polifemo - Milán, 1600
- Rime - Venecia, 1601
- Canzoniere - 1605; Roma, 1623
- Il Mondo nuovo - Plasencia, 1617; Roma,
- Dell'Occhiale, opera difensiva - Venecia, 1627
- L'informazione a N.S. Papa Urbano VIII delle ragioni di Matera contro gli Acheruntini per conto dell'Arcivescovado - Lecce, 1639
- Le Lettere - Roma, 1651
- L'Arte del verso italiano - Roma, 1658